# MRPL52
MRPL52 (англ. Mitochondrial ribosomal protein L52) – білок, який кодується однойменним геном, розташованим у людей на 14-й хромосомі. Довжина поліпептидного ланцюга білка становить 123 амінокислот, а молекулярна маса — 13 664.
| 10         |  | 20         |  | 30         |  | 40         |  | 50         |
| ---------- |  | ---------- |  | ---------- |  | ---------- |  | ---------- |
| MAALGTVLFT |  | GVRRLHCSVA |  | AWAGGQWRLQ |  | QGLAANPSGY |  | GPLTELPDWS |
| YADGRPAPPM |  | KGQLRRKAER |  | ETFARRVVLL |  | SQEMDAGLQA |  | WQLRQQKLQE |
| EQRKQENALK |  | PKGASLKSPL |  | PSQ        |  |            |  |            |

A: Аланін

C: Цистеїн

D: Аспарагінова кислота

E: Глутамінова кислота

F: Фенілаланін

G: Гліцин

H: Гістидин

K: Лізин

L: Лейцин

M: Метіонін

N: Аспарагін

P: Пролін

Q: Глутамін

R: Аргінін

S: Серин

T: Треонін

V: Валін

W: Триптофан

Кодований геном білок за функціями належить до рибонуклеопротеїнів, рибосомних білків. 
Задіяний у такому біологічному процесі, як альтернативний сплайсинг. 
Локалізований у мітохондрії.